# Lakeville (Massachusetts)
Lakeville es un pueblo ubicado en el condado de Plymouth en el estado estadounidense de Massachusetts. En el Censo de 2010 tenía una población de 10.602 habitantes y una densidad poblacional de 113,32 personas por km².

## Geografía
Lakeville se encuentra ubicado en las coordenadas 41°50′4″N 70°57′25″O / 41.83444, -70.95694. Según la Oficina del Censo de los Estados Unidos, Lakeville tiene una superficie total de 93.56 km², de la cual 76.55 km² corresponden a tierra firme y (18.17%) 17 km² es agua.

## Demografía
Según el censo de 2010, había 10.602 personas residiendo en Lakeville. La densidad de población era de 113,32 hab./km². De los 10.602 habitantes, Lakeville estaba compuesto por el 96.79% blancos, el 0.75% eran afroamericanos, el 0.12% eran amerindios, el 0.81% eran asiáticos, el 0.01% eran isleños del Pacífico, el 0.42% eran de otras razas y el 1.09% pertenecían a dos o más razas. Del total de la población el 0.87% eran hispanos o latinos de cualquier raza.